# Àngel Guimerà
Àngel Guimerà i Jorge (Santa Cruz de Tenerife, 6 maggio 1847 – Barcellona, 18 luglio 1924) è stato uno scrittore, commediografo e sceneggiatore spagnolo.

## Biografia
Nato nelle isole Canarie, a Santa Cruz de Tenerife da padre catalano, Àngel Guimerà si trasferì con la famiglia in Catalogna, stabilendosi a El Vendrell, il paese natale di suo padre.
Guimerà ha scritto numerosi drammi molto popolari che sono stati tradotti e portati sulle scene in molti paesi, rappresentante della Renaixença dell'inizio del Novecento. Uno dei suoi drammi più famosi, Terra baixa, diventò presto un successo internazionale e venne tradotto in 15 lingue e la versione spagnola fu presentata regolarmente a teatro per trent'anni. A Broadway ne vennero fatte tre produzioni tra il 1903 e il 1936 e conobbe anche sei trasposizioni cinematografiche, tra cui quella molto controversa della regista tedesca Leni Riefenstahl, che girò Terra bassa durante la seconda guerra mondiale, impiegando come comparse rom e sinti presi dai campi di concentramento.

## Tributi

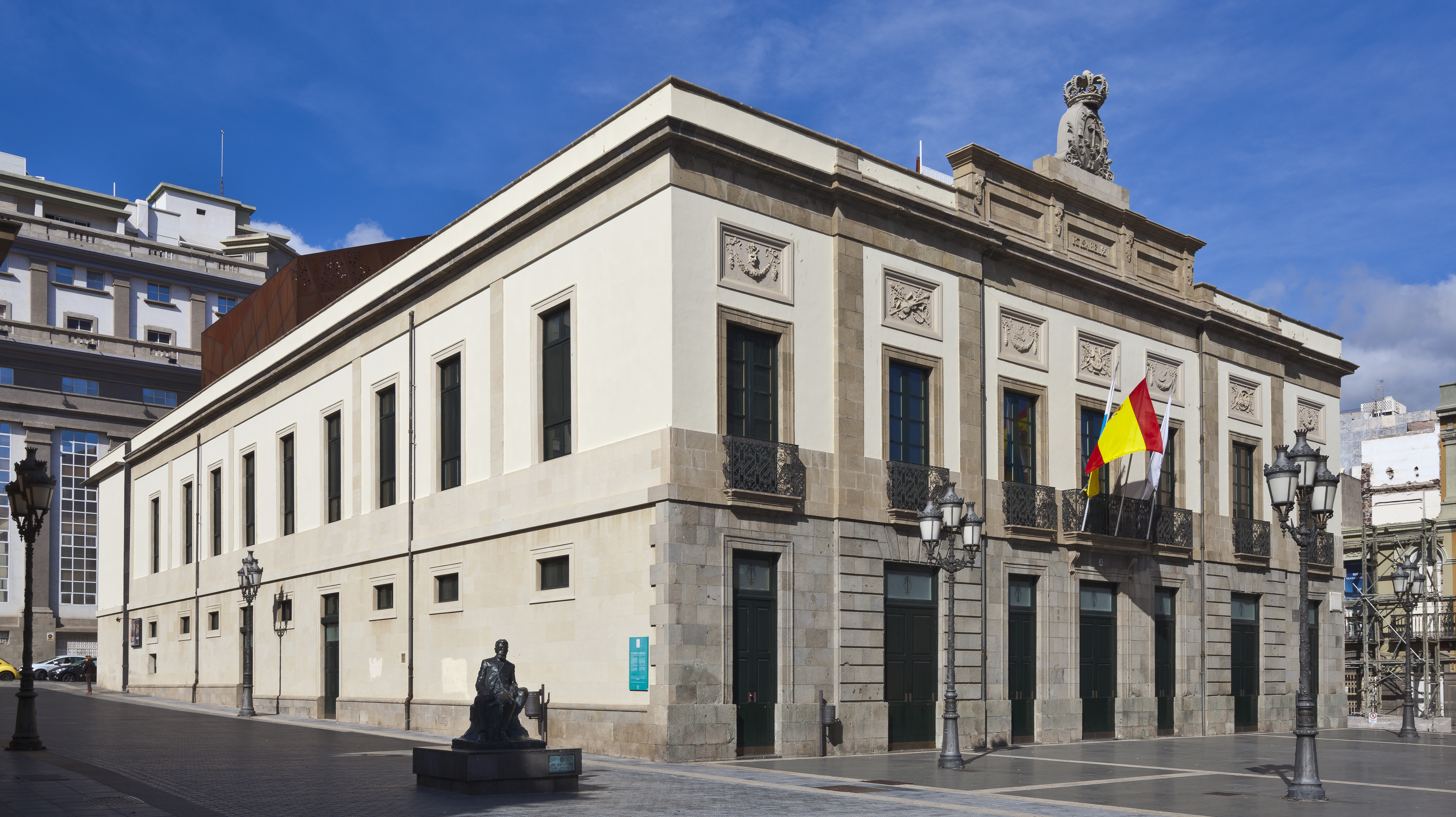
Teatro Guimerá, Santa Cruz de Tenerife

A lui è stato intitolato il principale teatro di Santa Cruz de Tenerife, il Teatro Guimerá.
Sulla facciata del Museo municipale di belle arti di Santa Cruz de Tenerife vi sono una serie di busti in marmo che rappresentano tinerfeños famosi, tra i quali Ángel Guimerá.

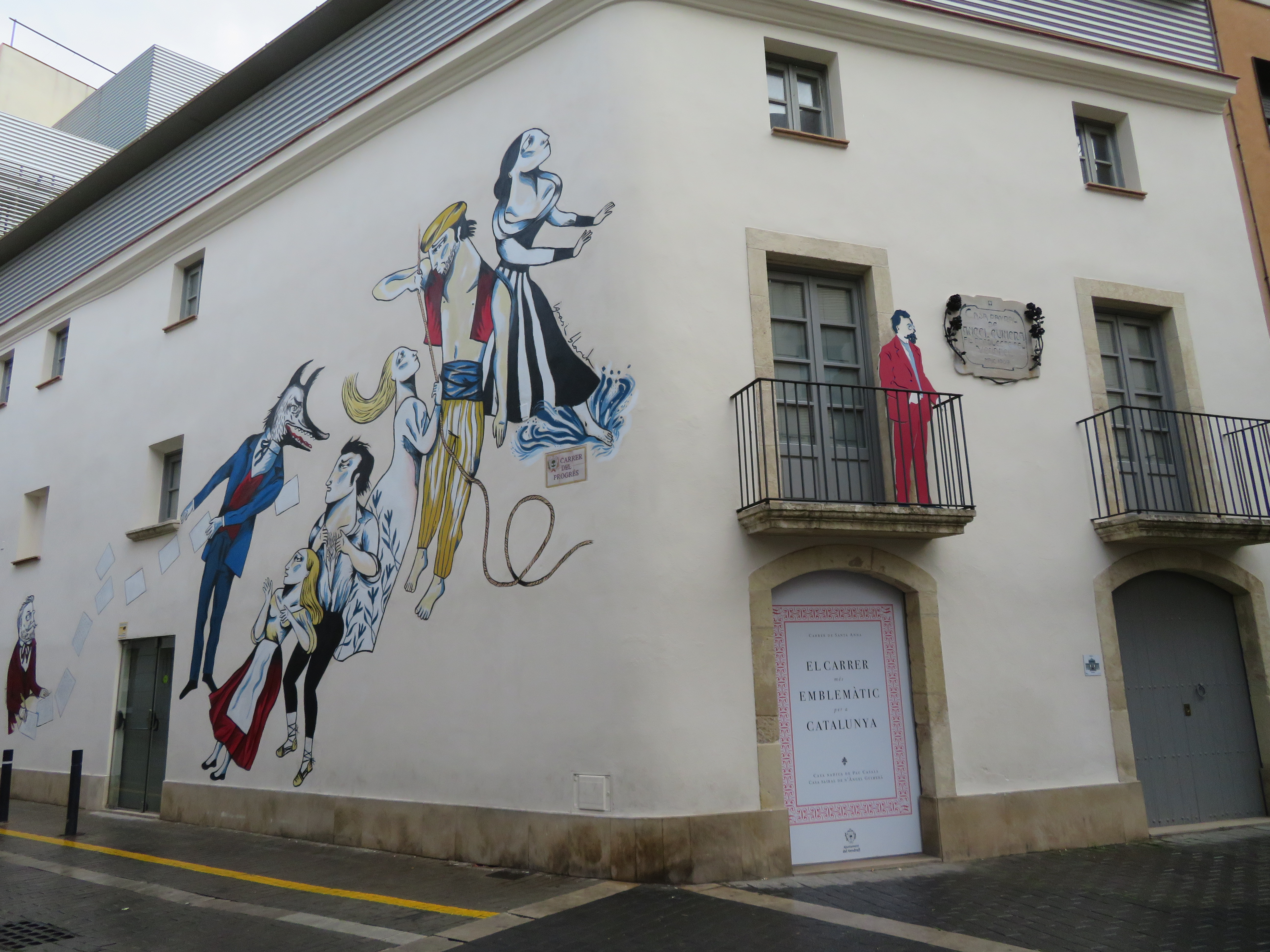
Casa y museo de Ángel Guimerá a El Vendrell, Tarragona

Nella plaça de Sant Josep Oriol di Barcellona, vicino alla basilica di Santa María del Pi, si trova una statua di bronzo di Ángel Guimerá inaugurata il 23 settembre 1983, che è una replica fedele di quella che si trova di fronte al Teatro Gimerá di Santa Cruz de Tenerife. Un'altra statua simile si trova nel comune di El Vendrell, in provincia di Tarragona. Le tre statue sono state realizzate dallo scultore Josep M. Codina i Corona (1935–2006) da uno stampo realizzato nel 1909 da Josep Cardona i Furró (1878–1922).

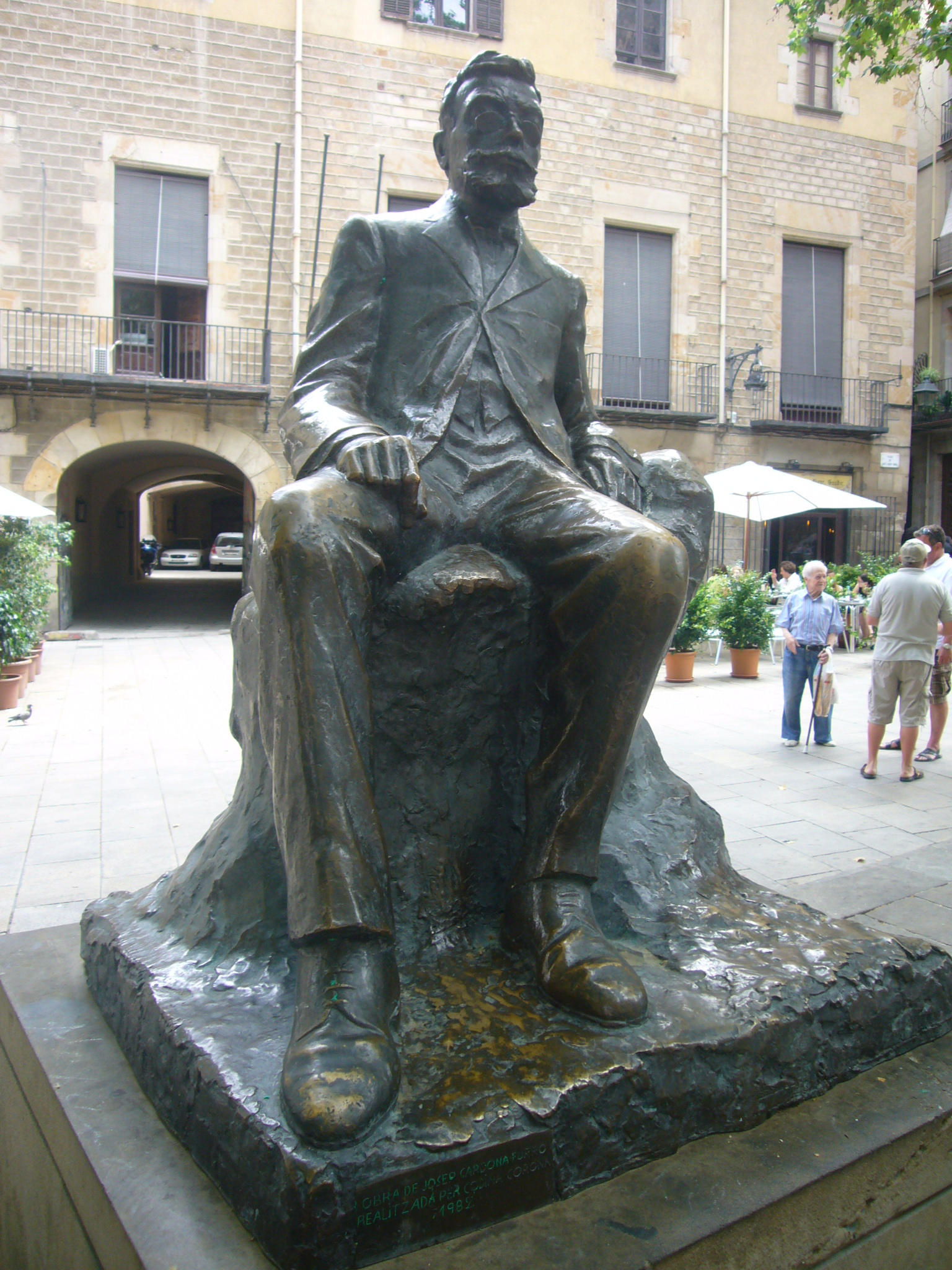
Statua di Àngel Guimerà in plaça de Sant Josep Oriol a Barcellona

È stato anche nominato figlio adottivo di Barcellona.

## Filmografia

### Sceneggiatore
- Tierra baja di Narciso Cuyàs e Fructuós Gelabert (1907)
- María Rosa di José María Codina e Fructuós Gelabert (1908)
- Tierra baja di Mario Gallo (1912)
- Feudalismo (Scene siciliane) di Alfredo Robert (1912)
- Maria Rosa di Cecil B. DeMille (1916)
- Terra bassa di Leni Riefenstahl (1954)

### Regista
- El padre Juanico co-regia Ramón de Baños (1923)